# Willem Vermandere
Willem Vermandere né le  9 février 1940 à Lauwe (Menin) est un chanteur, auteur-compositeur-interprète et sculpteur belge néerlandophone.

## Biographie
Willem Vermandere vit aujourd'hui dans un petit village près de Furnes, Steenkerke.
En 2000, la ville de Furnes le fait citoyen d'honneur, la ville de Menin lui octroie la même distinction en 2006.

## Discographie
- Liedjes Van De Westhoek (1968)
- Langs De Schreve (1969)
- Willem Vermandere (1971)
- Vier (1973)
- Met Mijn Simpel Lied (1976)
- Lat Mie Maar Lopen (1981)

- Als Ik Zing (1984)
- Willem Vermandere (1988)
- Ik Wil Maar Zeggen (1988)
- De Eerste Jaren (1989)
- Lat mie maar lopen (1991)
- Een Avond In Brussel (1990, enregistré dans l'Ancienne Belgique en mars 1990)
- Help Mij (1993)
- Mijn Vlaanderland (1995)
- De Vergeten Liedjes (1996)
- In De Donkerste Dagen (1997)
- Onderweg  (1999)
- Gezongen Uit De Ark (2000)
- De Eerste Jaren II (2000)
- Omzwervingen (2002)
- Op Den Duur (2003)
- Master Serie - Willem Vermandere, Het Beste van (2005)
- Van Soorten (2006)
- Altijd iemands vader, altijd iemands kind (2006)

## Galerie

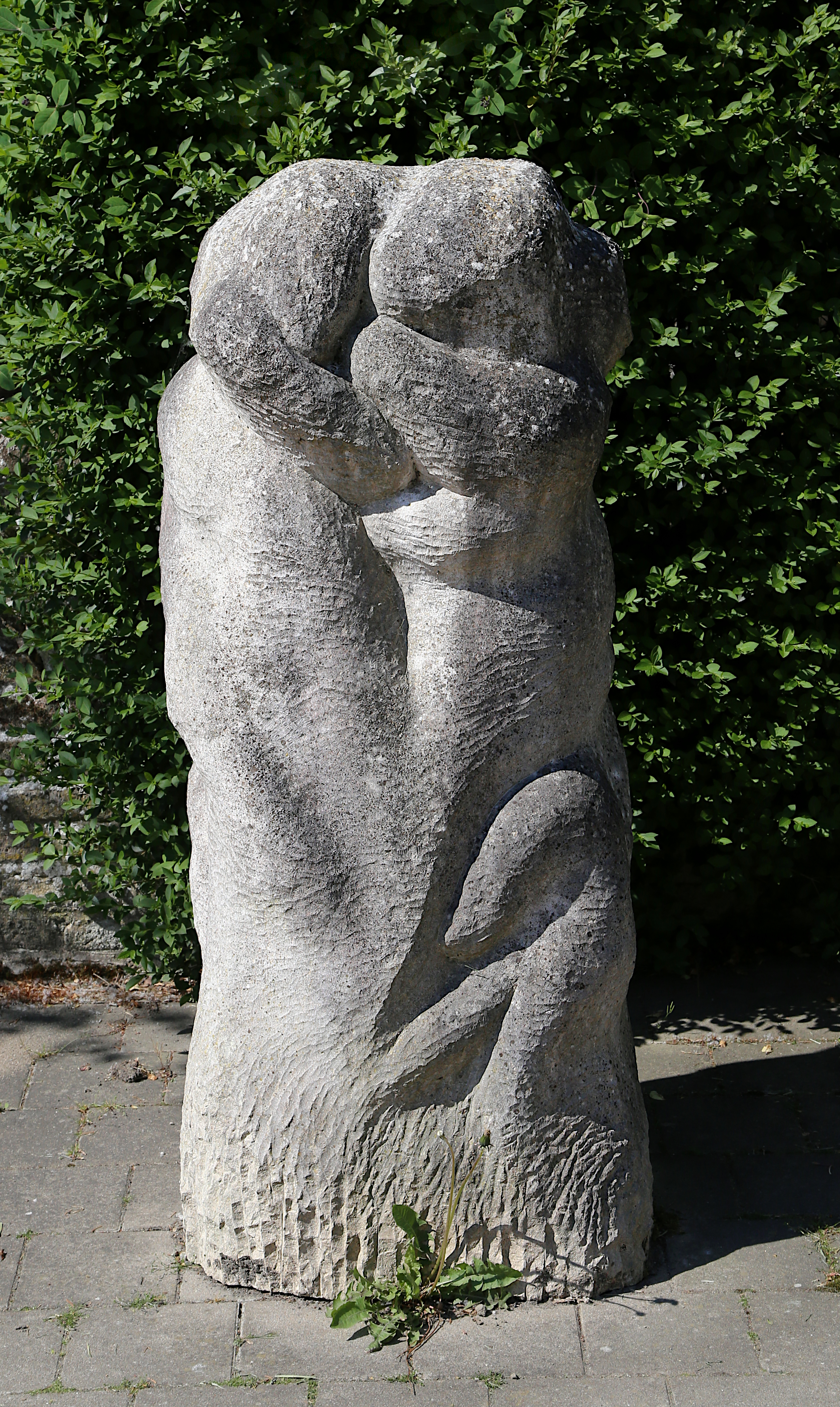
Une de ses sculptures à Steenkerke.